# Pahanga dura
Espèce
Pahanga dura est une espèce d'araignées aranéomorphes de la famille des Tetrablemmidae.

## Distribution
Cette espèce est endémique de Malaisie péninsulaire.

## Publication originale
- Shear, 1979 : Pahanga, a new tetrablemmid spider genus from Malaysia (Araneae, Tetrablemmidae). Bulletin of the British arachnological Society, vol. 4, p. 294-295.